# Gmina Głogówek
Gmina Głogówek, tiếng Đức Gemeinde Oberglogau là một gmina đô thị-nông thôn (quận hành chính) ở huyện Prudnik, Opole Voivodeship, ở phía tây nam của Ba Lan, nằm trên biên giới Séc ở Upper Silesia. Khu vực hành chính của nó là thị trấn Głogówek (Oberglogau), nằm cách Prudnik khoảng 21 kilômét (13 mi) về phía đông và cách thủ phủ khu vực Opole 37 km (23 mi) về phía nam.
Gmina có diện tích 170,06 kilômét vuông (65,7 dặm vuông Anh), và tính đến năm 2010, tổng dân số của nó là 14.013 người (trong đó dân số của Głogówek lên tới 5.731 người, và dân số của vùng nông thôn của gmina là 8.300 người). Kể từ năm 2009, thị trấn, giống như phần lớn khu vực, đã chính thức được nói song ngữ bằng tiếng Đức và tiếng Ba Lan.

## Phân khu
Gmina bao gồm các thị trấn, làng mạc và khu định cư:
- Głogówek / Oberglogau
- Anachów (Annahof)
- Biedrzychowice / Friedersdorf
- Błażejowice Dolne / Blaschewitz
- Nhưng / Neuvorwerk
- Ciesznów (Teschenau)
- Dzierżysławice / Dirschelwitz
- Golczowice / Golschowitz
- Góreczno (Bergvorwerk)
- Kazimierz (Kasimir)
- Kierpień / Kerpen
- Leśnik / Leschnig
- Małkowice / Malkowitz
- Mionów / Polnisch Müllmen
- Mochów / Moau
- Mucków / Mutzkau
- Bây giờ là Kotkowice / Neu Kuttendorf
- Bây giờ là Kotkowice-Chudoba / Neu Kuttendorf-Schekai
- Racławice ląskie (Đức Rasselwitz)
- Rzepcze / Repsch
- Nhìn chằm chằm Kotkowice / Alt Kuttendorf
- Sysłów / Syßlau
- Szonów (Schönau)
- Tomice (Thomnitz)
- Twardawa
- Wierzch / Đức Müllmen
- Wróblin / Fröbel
- Zawada / Zowade
- Zwiastowice / Schwesterwitz

## Nhân khẩu học
Tính đến ngày 31 tháng 12 năm 2010, xã có 14.013 người. Vào thời điểm điều tra dân số năm 2002, xã có 15.106 người. Trong số này, 10.451 (69,1%) đã tuyên bố họ mang quốc tịch Ba Lan; 3.757 người (24,8%) tuyên bố quốc tịch của họ là Đức; và 219 (1,4%) mang quốc tịch Silesia không được công nhận. 679 cư dân (4,4%) tuyên bố không có quốc tịch.

## Gmina lân cận
Gmina Głogówek giáp với các xã Biała / Zülz, Głubczyce, Krapkowice, Lubrza, Pawłowiczki, Reńska Wieś / Reinschdorf, Strzeleczki / Klein Strehlitz / Wal. Nó cũng giáp Cộng hòa Séc.